# Rørek Haraldsson
Rørek Haraldsson (nórdico antiguo: Hrærekur, n. 887) príncipe de Noruega en el siglo IX, hijo de Harald I y Gyda Eiriksdottir de Hordaland. Participó en las expediciones vikingas para la conquista de Inglaterra, murió luchando en Westmorland.